# Red ferroviaria francesa

Mapa de las principales líneas del RFN.

La red ferroviaria nacional (RFN) francesa se compone de las líneas francesas de ferrocarril pertenecientes a SNCF Réseau.
La Société nationale des chemins de fer français, SNCF, es la depositaria de estas desde el 1 de enero de 1983, cuando se constituyó como un establecimiento público de carácter industrial y comercial, hasta el 13 de febrero de 1997, sobre la base de la red concedida por el Estado, que la formó desde 1938 a partir de aquellas de las anteriores grandes compañías ferroviarias.
Desde el 13 de febrero de 1997 hasta el 31 de diciembre de 2014, esta red fue propiedad del establecimiento público de carácter industrial y comercial (EPIC) Réseau ferré de France, RFF, y la gestionaba y explotaba la SNCF. Volvió a pasar a manos de la SNCF, por intermediación de SNCF Réseau, el 1 de enero de 2015, tras la desaparición de RFF.

## Historia

### Bajo las antiguas compañías
La primera línea de todas de los ferrocarriles franceses es la línea de Saint-Étienne a Andrézieux, concedida por ordenanza del rey Luis XVIII a Louis-Antoine Beaunier en 1823, y abierta el 30 de junio de 1827. Con una longitud de 18 km, estaba destinada al transporte de carbón de las minas de Forez hacia el Loira. Desde el 1 de marzo de 1832 prestó servicio de pasajeros.
Rápidamente, la red ferroviaria se desarrolló a través de toda Francia. La construcción de la red se realizó en forma de estrella, la estrella de Legrand, desde París.
La red alcanzó los 3 000 km en 1852, y 17 000 km en 1870, para llegar a los 26 000 km en 1882.
La región de Alsacia-Lorena fue anexada por Alemania en 1871. Por consiguiente, la red ferroviaria de Alsacia-Lorena la explotó la Dirección general imperial de los ferrocarriles de Alsacia-Lorena. Cuando Alsacia-Lorena fue devuelta a Francia, en 1918, esta red pasó a ser explotada por la Administración de los ferrocarriles de Alsacia-Lorena. La Compañía de los ferrocarriles del Este, que los explotaba antes de 1871, no deseó recuperarlos.
En 1937, justo antes de la creación de la SNCF, la red ferroviaria francesa la explotaban distintas compañías: la Compañía de los ferrocarriles del Norte, la Compañía de los ferrocarriles del Este, la Compañía del ferrocarril de París a Orléans y del Mediodía y la Compañía de los ferrocarriles de París a Lyon y al Mediterráneo, a las que se añadían los Sindicatos del ferrocarril del Gran Cinturón y del Pequeño Cinturón, y las dos administraciones nacionales: los Ferrocarriles de Alsacia-Lorena y los Ferrocarriles del Estado.

### Bajo la SNCF
La Sociedad nacional de los ferrocarriles franceses fue creada mediante un convenio el 31 de agosto de 1937 entre el Estado y las diferentes compañías privadas de la época: Norte, Este, PO Mediodía, PLM, los Sindicatos del ferrocarril del Gran Cinturón y del Pequeño Cinturón y las administraciones nacionales de los Ferrocarriles de Alsacia-Lorena y los Ferrocarriles del Estado. El 1 de enero de 1938, la explotación de las líneas de las antiguas compañías, sindicatos y administraciones se transfiere a la antigua SNCF; las antiguas compañías de ferrocarril continúan siendo las propietarias de sus posesiones.
En el momento de la creación de la SNCF, esta explota una red de 42 500 km de vías.
El ferrocarril entra en competencia directa con el transporte por carretera desde los años 1930, fecha a partir de la que observamos los primeros cierres de líneas. Este fenómeno se acrecienta a partir de los años 1950 y 1960.
A partir del 1 de julio de 1940, la red ferroviaria de Alsacia-Lorena se confía a la Deutsche Reichsbahn, siguiendo la anexión de estas provincias por Alemania.
Hasta el 14 de mayo de 1946, fecha de la creación de la Sociedad nacional de los ferrocarriles luxemburgueses, la red ferroviaria Guillaume-Luxemburgo era explotada por la SNCF.
La primera línea de alta velocidad francesa es la LAV Sudeste, cuyo primer tramo fue inaugurado el 22 de septiembre de 1981.

### La creación de RFF
Réseau ferré de France se creó el 13 de febrero de 1997 mediante la escisión de la SNCF. Se convierte, entonces, en el propietario de la totalidad del trazado ferroviario nacional y de la parte «ferroviaria» de las estaciones: andenes, vías, puestos de maniobra...
El objetivo de la creación de RFF era disminuir el nivel de deudas de la SNCF y prepararse para la llegada de la competencia en la red ferroviaria nacional.
Sin embargo, aunque RFF se convirtió en propietaria de la red, su mantenimiento y su explotación corrieron a cargo de la SNCF.

### Reunificación de RFF y de la SNCF
El Senado y la Asamblea Nacional adoptan una nueva reforma del sistema ferroviario en 2014. En ella, se prevé la reunificación de la SNCF y de RFF en una misma entidad el 1 de enero de 2015. Para ello, se implantará una nueva organización. La SNCF se articulará alrededor de tres EPIC: una EPIC, cabecera de la SNCF, que administrará la gestión de la infraestructura, SNCF Réseau y SNCF Mobilités, encargadas de la explotación de los trenes.
RFF deja de existir el 31 de diciembre de 2014, y la nueva organización de la SNCF se hace efectiva el 1 de enero de 2015. La SNCF recupera así la propiedad del trazado ferroviario nacional y del conjunto de estaciones e infraestructuras ferroviarias.
En 2015, la SNCF desembolsará 2 700 millones de euros para la renovación de las líneas existentes del trazado ferroviario nacional. También está planeada la apertura de cuatro nuevas líneas de alta velocidad de aquí a 2017.

## La red
Entre el 13 de febrero de 1997 y el 31 de diciembre de 2014, RFF era la propietaria y la administradora del trazado ferroviario nacional, mientras que la SNCF era una administradora delegada (definido por el Decreto 2002-1359), lo que consiste, en contreto, en el conjunto de las infraestructuras ferroviarias (vías, andenes, puestos de maniobra; los edificios de pasajeros de las estaciones continúan siendo propiedad de la SNCF) en Francia, a excepción de los siguientes casos:
 
* Algunos tramos de la Red ferroviaria exprés regional de Isla de Francia, explotada por la Compañía Arrendataria Autónoma de los Transportes Parisinos (RATP), y que pertenece al Sindicato de los transportes de Isla de Francia (STIF) (todo el RER A, excepto los ramales de Nanterre-Préfecture - Poissy / Cergy-le-Haut y el RER B al sur de la estación de París-Norte).
RFF era, así, el propietario de más de 35 000 km de líneas férreas, de los cuales cerca de 30 000 km estaban abiertos a la circulación comercial de los trenes. El resto estaba sin explotar, cerrado o desclasificado. Se trata, por su longitud, de la segunda red ferroviaria en la Unión Europea, por detrás de la red de DB Netz en Alemania.

### Apertura de la red a la competencia
En el transporte ferroviario, la apertura a la competencia, o liberalización, designa normalmente la posibilidad, para las diferentes empresas, de proponer sus servicios de transporte a los clientes. En Europa, la gestión de la red ferroviaria se reconoce como dependiente de un monopolio natural, y las instalaciones de la red ferroviaria se reconocen como una infraestructura esencial cuyo acceso es imprescindible para las empresas ferroviarias. Sin la apertura de la red a diversas empresas de transporte, no podría existir competencia posible entre ellas. La separación institucional entre el gestionario de infraestructura ferroviaria (RFF) y la empresa ferroviaria histórica (SNCF) debe reforzar la igualdad entre empresas ferroviarias y hacer que la competencia sea más efectiva.
Más allá de los aspectos generales relacionados con la apertura a la competencia del transporte ferroviario en Francia, la apertura de la red se caracteriza por:
 
* La publicación de un documento de referencia de la red, en el que se exponen, en particular, las modalidades de acceso a la red y el baremo de tarifas para su utilización.

### Características de la red
La propiedad del «dominio público ferroviario» le fue transferida, por lo menos los elementos esenciales, a RFF en el momento de su creación en 1997: 29 000 km de líneas en servicio y 108 000 hectáreas repartidas sobre más de 10 000 comunas. La SNCF siguió siendo, por su parte, la propietaria de las «zonas industriales» (talleres de conservación y reparación del material móvil, depósitos, naves de mercancías, etc.), comerciales y administrativas (parte pública de las estaciones, administración, etc.), es decir, unas 7 000 hectáreas. Determinadas zonas, muy limitadas proporcionalmente, pero cuantitativamente ineludibles, quedaron en litigio.
Según la clasificación de la Unión Internacional de Ferrocarriles (UIC), el trazado ferroviario nacional se divide en nueve categorías, según la importancia del tráfico. Hoy en día, las seis primeras categorías —las más importantes, que comprenden las líneas de alta velocidad, las grandes líneas electrificadas y la red de Isla de Francia, es decir, casi el 90 % del tráfico— experimentan un mantenimiento y una modernización regular. Las tres últimas, 15 000 km, a la espera de un mantenimiento y una modernización que se han vuelto indispensables, sufren de limitaciones de velocidad en una extensión variable de las líneas. Los servicios regionales, más numerosos y con un material rodante renovado en gran parte, a menudo sufren las consecuencias de esto. Sin embargo, no hay que olvidar que RFF heredó una parte importante de la deuda de la SNCF, lo que no tuvo menores consecuencias sobre su capacidad de financiamiento.

### La red en la actualidad
En 2015, el trazado ferroviario nacional propiedad de SNCF Réseau se compone de aproximadamente 30 000 km de líneas, de las cuales 2 024 km son líneas de alta velocidad; 1 742 túneles con una longitud acumulada de 637 km, 26 733 puentes y viaductos, 1 142 pasarelas sobre vías, 2 271 puestos de maniobra, de los cuales 1 245 puestos eléctricos, y 17 351 pasos a nivel.
Unas 3 000 estaciones están abiertas al tráfico de pasajeros.
15 687 km de líneas están electrificadas, de los que 5 863 km, sobre todo al sur de París, lo están a 1 500 V. El resto de la red utiliza corriente monofase de 25 000 V.
Los trenes circulan por el lado izquierdo en las líneas con vía doble de la red ferroviaria nacional, excepto en los departamentos del Bajo Rin, el Alto Rin y Mosela, donde circulan por el lado derecho. Dado que tres departamentos fueron anexionados por Alemania, las normas en vigor sobre la red ferroviaria alemana perduran todavía hoy.
Finalmente, la red ferroviaria militar cuenta con unos 2 000 km de vías.

### Límites de velocidad y rendimiento
La red se divide en 6 límites de velocidad. Estas velocidades responden a las diversas necesidades del transporte ferroviario, que va del servicio local a la alta velocidad, y que se reparten de la siguiente manera:

## Definición y régimen jurídico

### Histórico
La «Ley n.º 97-135 de 13 de febrero de 1997 sobre la creación del organismo público Réseau ferré de France, en vista de la renovación del transporte ferroviario» precisa que «la composición y las características principales de esta red son fijadas por el Estado, en las condiciones previstas en el artículo 14 de la ley n.º 82-1153 de 30 de diciembre de 1982, de orientación de los transportes inferiores». (LOTI).
La definición y la composición de la red ferroviaria nacional se precisaron en los dos decretos, n.º 97-444 y 97-445 de 5 de mayo de 1997. El decreto n.º 97-445 de 5 de mayo de 1997 sobre la constitución del patrimonio inicial del organismo público Réseau ferré de France precisa en el artículo 1.º que «los bienes aportados en plena propiedad a Réseau ferré de France, después denominada RFF, en aplicación del artículo 5 de la ley de 13 de febrero de 1997 antes mencionado, se reparten en cuatro categorías que figuran en anexo al presente decreto». Estas cuatro categorías corresponden, respectivamente, a las vías, a las instalaciones de telecomunicaciones, a los edificios e instalaciones, y a los otros activos.

### Régimen actual

#### Código de transportes
El artículo L.2111-1 del código de transportes indica: «La composición y las características principales de la red ferroviaria nacional se fijan por vía reglamentaria».

#### Decreto 97-444
El «decreto n.º 97-444 de 5 de mayo de 1997 relativo a las misiones y a los estatutos de SNCF Réseau» precisa en su artículo 2 que «la composición de la red ferroviaria nacional se fija por decreto. (...) La lista de las líneas de la red ferroviaria nacional se mantiene al día por SNCF Réseau. Las líneas o secciones de líneas a las que tienen acceso las empresas ferroviarias se precisan en el documento de referencia de la red ferroviaria nacional, previsto en el artículo 17 del decreto n.º 2003-194 de 7 de marzo de 2003 modificado, relativo a la utilización de la red ferroviaria nacional».

#### Decreto 2002-1359
La RFN se define en el «decreto 2002-1359 de 13 de noviembre de 2002, que fija la composición de la red ferroviaria nacional». Se trata (extracto del art. 1 del decreto) de:
 
* Las líneas concedidas por el Estado a la SNCF antes del 31 de diciembre de 1982 y no suprimidas de la RFN;
Este texto precisa en su artículo 2 que «la lista de las líneas o secciones de líneas que componen la red ferroviaria nacional se anexa a la orden prevista en el tercer párrafo del artículo 2 del decreto de 5 de mayo de 1997, antes mencionado». (Decreto 97-444).

#### Decreto 2003-194
El decreto n.º 2003-194 de 7 de marzo de 2003, relativo a la utilización de la red ferroviaria nacional introduce la noción de documento de referencia de la red ferroviaria nacional, que contiene toda la información necesaria para el ejercicio de los derechos de acceso a la red ferroviaria nacional. Su elaboración está a cargo de SNCF Réseau.
El documento de referencia comprende, sobre todo, la presentación de la composición y de las características de la infraestructura.

#### Las órdenes
Se han promulgado diversas órdenes ministeriales para fijar las secciones elementares de la red ferroviaria nacional y la lista de estaciones que dan lugar a la transferencia del derecho de reserva de las paradas en estación; la última, con fecha de 4 de diciembre de 2006. Para consultar la lista anunciada en el anexo, al lector se le manda al sitio web del Ministerio de Transportes francés, que le envía, a su vez, al documento de referencia de la red en el sitio de SNCF Réseau. 

## Estatus de las líneas

### Línea abierta al tráfico
Una línea está abierta (en su totalidad o en parte) cuando da lugar a la percepción de un impuesto de uso por el tráfico ferroviario. La lista se actualiza en el documento de referencia de la red.

### Línea neutralizada
Esta categoría se fijó en el momento de la creación de Réseau ferré de France. Se trata de una línea (en su totalidad o en parte) cuyo acceso está bloqueado por medios físicos (traviesas en cruz, perno que bloquea el desvío de acceso), pero que se puede abrir tras tomar medidas técnicas de seguridad.

### Línea cerrada
Una línea está cerrada (en su totalidad o en parte) cuando el consejo de administración de SNCF Réseau da la orden de cierre, tras haber presentado su proyecto al Consejo regional competente para organizar los transportes ferroviarios regionales de pasajeros (de conformidad con el artículo 22 del decreto n.º 97-444), y para la que el ministerio de Transportes no ha expresado su oposición. La vía se puede mantener en su sitio, ya sea por necesidades de defensa nacional, ya sea para su puesta a disposición de un tercero (dresina, ferrocarril turístico, colectividad), ya sea por la solicitud del ministro en vistas de un uso posterior.
Desde la entrada en vigor del decreto n.º 2011-891 de 26 de julio de 2011, cualquier línea cerrada no forma parte del trazado ferroviario nacional. Observación: de la creación de RFF hasta la aparición del decreto n.º 2006-1517 de 4 de diciembre de 2006, el término empleado era línea suprimida.

### Línea desclasificada
Una línea está desclasificada (en su totalidad o en parte) cuando SNCF Réseau pronuncia su desclasificación, tras la autorización del cierre sin mantenimiento de la vía. SNCF Réseau puede, en efecto, proceder a su desclasificación en los cinco años siguientes a la autorización de cierre (artículo 49 del decreto n.º 97-444 modificado). Cuando se desclasifica, la línea pasa del dominio público al dominio privado de SNCF Réseau. Una vez que la línea se desclasifica, SNCF Réseau puede, entonces, vender los terrenos sobre los que se emplaza.

### Línea en proyecto
A una línea no concedida en proyecto se le asigna un número de línea, a más tardar cuando se declara su utilidad pública, a fin de identificar y referenciar todos los documentos.

### Línea levantada
No se trata de un estatus de la línea, sino de un estado de la línea. Una línea se puede levantar cuando se cierra o desclasifica.

## Lista (no exhaustiva) de líneas

### Región Este
Leyenda: (1) Línea en servicio; (2) Línea cerrada; (3) Línea neutralizada; (4) Línea desclasificada; (5) Línea levantada (situación a 31 de agosto de 2013)

### Región Norte
Leyenda: (1) Línea en servicio; (2) Línea cerrada; (3) Línea neutralizada; (4) Línea desclasificada; (5) Línea levantada

### Región Oeste
Leyenda: (1) Línea en servicio; (2) Línea cerrada; (3) Línea neutralizada; (4) Línea desclasificada; (5) Línea levantada

### Región Suroeste
Leyenda: (1) Línea en servicio; (2) Línea cerrada; (3) Línea neutralizada; (4) Línea desclasificada; (5) Línea levantada

### Región Sureste
Leyenda: (1) Línea en servicio; (2) Línea cerrada; (3) Línea neutralizada; (4) Línea desclasificada; (5) Línea levantada

### Líneas de Isla de Francia
Leyenda: (1) Línea en servicio; (2) Línea cerrada; (3) Línea neutralizada; (4) Línea desclasificada; (5) Línea levantada

### Líneas de Córcega
Las tres líneas de Córcega no pertenecen a Réseau ferré de France. Las dos líneas con servicio de pasajeros todavía en explotación son administradas por los Ferrocarriles de Córcega, mientras que la infraestructura es propiedad de la Colectividad territorial de Córcega (CTC). Los números para estas líneas se crearon bajo la nomenclatura RFN por necesidades informáticas, cuando la SNCF aseguraba su explotación (de 1983 a 2012).
| N.º de línea | Denominación                       | Estado de la línea               |
| ------------ | ---------------------------------- | -------------------------------- |
| 995 000      | Línea de Bastia a Ajaccio          | Línea en servicio                |
| 996 000      | Línea de Ponte-Leccia a Calvi      | Línea en servicio                |
| 997 000      | Línea de Casamozza a Porto-Vecchio | Línea desclasificada y levantada |

- Datos: Q1849276